# Blodiga söndagen (1905)
För andra betydelser, se Den blodiga söndagen.

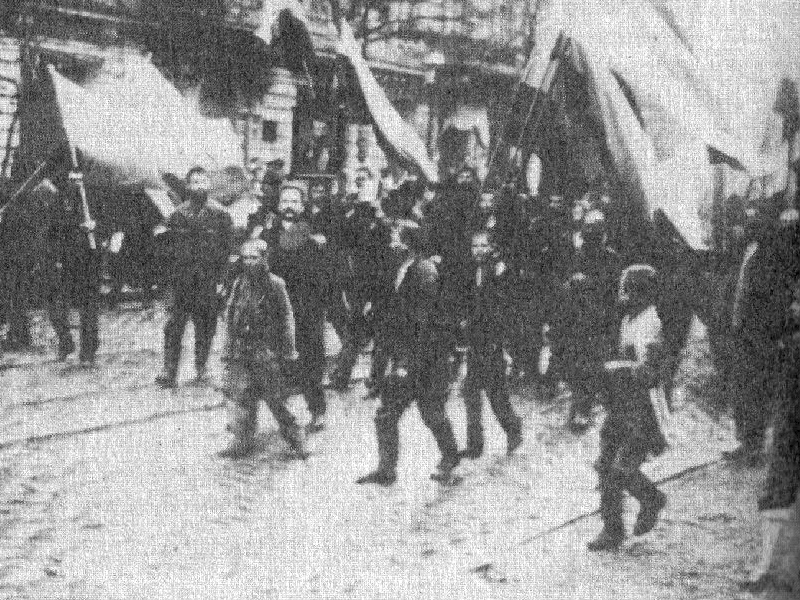
Demonstranter tågande mot Vinterpalatset.

Blodiga söndagen (ryska: Кровавое воскресенье) kallas söndagen den 22 januari 1905 (9 januari enligt GS) med anledning av den massaker i Sankt Petersburg i dåvarande Kejsardömet Ryssland där demonstranter som visade missnöje mot tsar Nikolaj II blev nedskjutna av Kejserliga ryska armén.

## Bakgrund
I Ryssland hade polisen och myndigheterna i början av 1900-talet upprättat ett slags officiellt sanktionerade fackförbund under övervakning av polisen, ett system som senare kommit att kallas polissocialism. En framträdande ledare för flera sektioner inom ett fackförbund var prästen Georgij Gapon som inledningsvis stöddes av den hemliga polisen ochrana, men kom att bli mer och mer politiskt självständig mot slutet av 1904. Strax innan julen 1904 avskedades fyra medlemmar i en av Gapons sektioner från sina arbeten på Putilovverken.
Gapon försökte först få arbetarnas jobb tillbaka, men det misslyckades. För att inte arbetarsektionen och Gapon skulle förlora anseende och förtroende hos arbetarna insisterade han på att direktören skulle återanställa arbetarna. Den 16 januari n.s. (3 januari g.s.) beslöt arbetarna på Putilovverken att gå ut i strejk, vilket Gapon omedelbart stödde. Strejken spred sig snabbt från Putilovfabriken till andra fabriker i staden. Den 20 januari var hela Sankt Petersburg kraftigt påverkat av strejken då två tredjedelar av alla arbetare i staden strejkade, vilket motsvarade 100 000 arbetare på 382 företag.

## Förloppet

### Inför demonstrationen
Fabriksarbetarförsamlingen och dess elva sektioner blev snabbt en samlingspunkt för de strejkande och dessa började snart att diskutera hur man skulle gå vidare för att få igenom sina krav. En idé som dök upp var att arbetarna skulle presentera en skrivelse direkt till tsar Nikolaj II, så att denne skulle förstå arbetarnas situation. Sektionerna arbetade fram en skrivelse med titeln "En högst ödmjuk och lojal petition" som undertecknades av över 150 000 arbetare. Fader Gapon tog själv på sig uppdraget att personligen överlämna skrivelsen till tsaren. Det bestämdes dessutom att varje sektion av arbetarföreningen skulle hålla varsitt demonstrationståg på söndagen den 22 januari och att de skulle mötas på Palatstorget utanför Vinterpalatset kl. 14:00.
Kopior av petitionen hade i förväg skickats till tsaren och viktiga ministrar, som dock inte förstod allvaret i situationen. Inrikesministern försäkrade tsaren om att en styrkedemonstration från arméns sida skulle räcka för att stoppa det planerade demonstrationståget.

### Demonstrationståget och dödligt våld
Georgij Gapon ledde under söndagen det största demonstrationståget, nämligen det från Putilovverken. För att inge ett större förtroende för tåget så ansträngde sig arrangörerna för att klä det med religiösa symboler. Ikoner, religiösa symboler och porträtt på olika tsarer bars längst fram i tåget. Runt kl. 11 började den stora processionen från Putilovverken att röra sig mot Vinterpalatset samtidigt som de sjöng böner och nationalsången.
I takt med att arbetarna började närma sig Vinterpalatset beordrades palatsets säkerhetsstyrkor att vakta ingångarna till byggnaden. Tsaren själv befann sig dock inte i Vinterpalatset utan i Tsarskoje Selo utanför huvudstaden. När arbetarna gick fram mot soldaterna öppnade dessa eld mot demonstranterna. Huruvida soldaterna fick order om eldgivning, om de sköt spontant eller som reaktion på aggressivt uppträdande från demonstranterna är inte klarlagt.
Även vid Narva-triumfbågen möttes arbetarna av beväpnade soldater. Dessa försökte först skingra demonstranterna med kavalleri och varningsskott. Arbetarna blev dock än mer sammansvetsade av det väpnade motståndet, de sjöng högre än tidigare och började att springa mot trupperna. Det var då soldaterna började skjuta rakt in i folkmassan. De flesta dödsoffren under den blodiga söndagen skedde vid Narva-bågen.
Uppgifter om hur många människor som skadades och dödades under den blodiga söndagen varierar. De officiella källorna från tiden uppger 96 döda, medan ögonvittnen till händelserna uppgav fler än 200 dödsoffer. I revolutionär propaganda från efterspelet efter massakern föreslogs ännu högre siffror. En sentida uppskattning som har föreslagits är 130 döda och flera hundra sårade.

## Efterspel
Händelserna under blodiga söndagen spred sig över världen och Nikolaj II fördömdes i bland annat brittisk, fransk och amerikansk press som en tyrann.
I Ryssland var reaktionerna mycket kraftiga. Tsaren fördömdes och kallades bland annat för "Blodige Nikolaj" och "Folkets bödel". Under dagarna efter massakern strejkade runt 150 000 arbetare i St Petersburg. Strejkrörelsen växte snabbt, först inom huvudstaden, för att sedan sprida sig till andra städer i kejsardömet som Moskva, Odessa, Warszawa och städer i Baltikum. Under året samordnades strejkerna alltmer och krav på politiska reformer höjdes. Händelsen anses vara startskottet för 1905 års revolution i landet.